# Marco Antonio Antilo
Marco Antonio Antilo (47 a. C. – 23 de agosto de 30 a. C.) fue el hijo mayor del triunviro y militar romano Marco Antonio. Es conocido históricamente por el sobrenombre Antilo, un sobrenombre de cariño que le dio su padre y que significa "el Arquero".
Antilo fue el sucesor y heredero principal de su padre Marco Antonio y lo asistió durante la cuarta y última guerra civil de la República Romana, conflicto en el que se enfrentaron Marco Antonio y Octavio Augusto por el control de la república romana y que sería ganado por Octavio quien pasaría a convertirse en el primer emperador de Roma, mientras que Marco Antonio se suicidaría junto a su amante y principal aliada política Cleopatra. Tras estas muertes, Antilo fue ejecutado en el año 30 a. C. por órdenes de Augusto, quien deseaba eliminar a todos los descendientes de Marco Antonio para deshacerse de todos los posibles rivales que pudieran disputarle el trono en el futuro.

## Nombre
Antonilo es un sobrenombre otorgado por su padre Marco Antonio que significa "arquero" en griego y que es el nombre con el que se le conoce popularmente en la actualidad; aunque también era apodado "Antonilo" ("joven Antonio") y Antilo probablemente se vio popularizado como una versión corrompida de Antonilo.

## Familia
Antilo fue el hijo mayor del triunviro Marco Antonio con su tercera esposa Fulvia (biznieta del afamado militar romano Escipión el Africano, conocido por haber derrotado finalmente al ejército cartaginés liberado por Aníbal Barca lo que decidió la segunda guerra púnica en favor de Roma).
Antilo tuvo además 10 medio hermanos: Cleopatra Selene II, Antonia Prima, Antonia la Menor, Antonia la Mayor, Ptolomeo XVI Filadelfo y Alejandro Helios por parte de su padre; y Claudia Pulcra, Cayo Escribonio Curión y Publio Clodio Pulcro por parte de su madre.

## Vida
Antilo nació y fue criado en Roma en el año 47 a. C. por sus padres Marco Antonio y Fulvia, quien falleció cuando Antilo tenía apenas tres años de una enfermedad desconocida en Sición, Grecia romana. En el año 57, cuando Antilio tenía 10 años de edad, su padre arregló su matrimonio con Julia la Mayor quien tenía dos años de edad y era la hija de Octavio quien en aquel entonces aun era aliado político de Marco Antonio; un matrimonio cuyo propósito era consolidar dicha alianza, aunque el matrimonio se vio pospuesto indefinidamente y jamás se llevó a cabo cuando la alianza término y el triunvirato expiró.
Después de la muerte de su madre, Antilo vivió hasta los 11 años con su padre y su segunda esposa Octavia la Menor en la mansión de Marco Antonio en Atenas, Grecia; Antilo acompañó a su padre en el año 36 a. C. cuando se mudó a Alejandría, Egipto Ptolemaico con su amante y gobernante de Egipto Cleopatra VII y vivió el resto de su vida en esta ciudad.
Durante el tiempo que vivió en Alejandría hasta la guerra de Accio, Antilo llevó más que nada una vida disoluta practicando sus deportes favoritos, organizando enormes banquetes y tomando vino junto a sus amigos con quienes formó un grupo conocido como 'Los Vividores Inimitables' y después se unió a otro grupo apodado 'Socios en la Muerte' que fue iniciado por Cleopatra y Marco Antonio.
Todo esto cambió cuando Marco Antonio se enfrentó a Octavio en la cuarta y última guerra civil de la República Romana, la cual libraron por el control supremo de Roma. Pero tras su decisiva victoria en la batalla de Accio sobre las flotas combinadas de Marco Antonio y Cleopatra, la mayor parte de las tropas de Marco Antonio lo desertaron o cambiaron de bando y se unieron a Octavio quien después invadiría Egipto en el año 30 a. C. tras lo cual Marco Antonio y Cleopatra trataron desesperadamente de llegar a un arreglo con él: Marco Antonio envió tres emisarios con propuestas que fueron rechazados. Una de esas embajadas consistía de Antilo quien llevó consigo una gran cantidad de dinero a manera de soborno, pero Octavio conservó el dinero y declinó la propuesta quien regreso con su padre a Alejandría.
En este punto, Marco Antonio enroló a Antilo en el ejército egipcio y Cleopatra hizo lo mismo con su hijo Cesarión, a manera de gesto simbólico para incitar al pueblo egipcio a ver el conflicto con Octavio como una guerra total en la que el pueblo debería luchar hasta el último hombre.
Al enfrentarse a la invasión de Egipto, Marco Antonio y Cleopatra planearon huir a España en donde instigarían una revuelta de los locales contra Octavio o bien huir a la costa egipcia del mar Rojo en donde pero Quinto Didio, el gobernador de la provincia romana de Siria, convenció a la tribú local de los Nabateos de unirse al bando de Octavio tras lo que atacaron por sorpresa e incendiaron la flota de Cleopatra mientras se encontraba en puerto; al mismo tiempo, el reino clientelar de Judea bajó el dominio de su rey Herodes I el Grande también se unió al bando de Octavio y estos hechos combinados instauraron un bloqueo total de Egipto por mar.
Tras esto, Marco Antonio libró algunas batallas pero no pudo contrarrestar la superioridad numérica de Octavio, que para entonces era aplastante, y decidió suicidarse con su espada seguido de Cleopatra quien escogió morir con la mordida de una víbora a pesar de que Octavio le había prometido a Cleopatra que perdonaría su vida y la dejaría retener su trono en Egipto lo cual era solo una mentira ya que Octavio quería conservar a Cleopatra con vida el tiempo suficiente para poder llevarla a Roma y exhibirla al frente de su desfile triunfal.

## Muerte
Después de la muerte de su padre, Antilo se escondió pero su tutor Teodoro traicionó su ubicación a Octavio, tras lo que fue capturado y sometido a un breve juicio en el cual Octavio determinó que se le podía imponer la pena de muerte ya que también había sido un combatiente (después de que Marco Antonio lo hubiese integrado al ejército como se mencionó anteriormente); tras esto, Antilo trató de refugiarse en un templo dedicado al ahora deificado Julio César, ya que normalmente todo fugitivo que se refugiase en un templo religioso era intocable; pero Octavio no respetó dicha costumbre y mandó a soldados romanos a irrumpir en el lugar y después lo decapitaron con sus gladios enfrente del altar del templo al tiempo que Antilo rogaba por su vida. Teodoro por su parte robó una gema preciosa del cadáver de Antilo que este había portado en un collar y la tejió en su cinturón; sin embargo, su robo fue descubierto y Octavio lo sometió a un breve juicio en el que fue encontrado culpable (aunque Teodoro siempre negó el robo) y después crucificado.
Cesarión también trató de huir y su madre le dio un enorme tesoro y lo envió al puerto de Berenice Troglodytica en donde trató de embarcarse hacia la India, pero Octavio lo persuadió de quedarse con promesas falsas de que su vida y su lugar como faraón de Egipto serían respetados; pero tras decidir no embarcar y tal como sucedió con Antilo, un tutor de Cesarión llamado Rhodón delató su ubicación y fue capturado y ejecutado el mismo día que murió Antilo también por órdenes de Octavio, quien de esta forma se aseguraría de haber eliminado a cualquier posible rival que más adelante le hubiera podido disputar el trono de Egipto y su lugar como único heredero de Julio César. Los demás hermanos de Antilo fueron perdonados y llevados a vivir a Roma donde fueron criados por Octavia la Menor, cuarta esposa de Marco Antonio.